# Kirchdorf-Süd

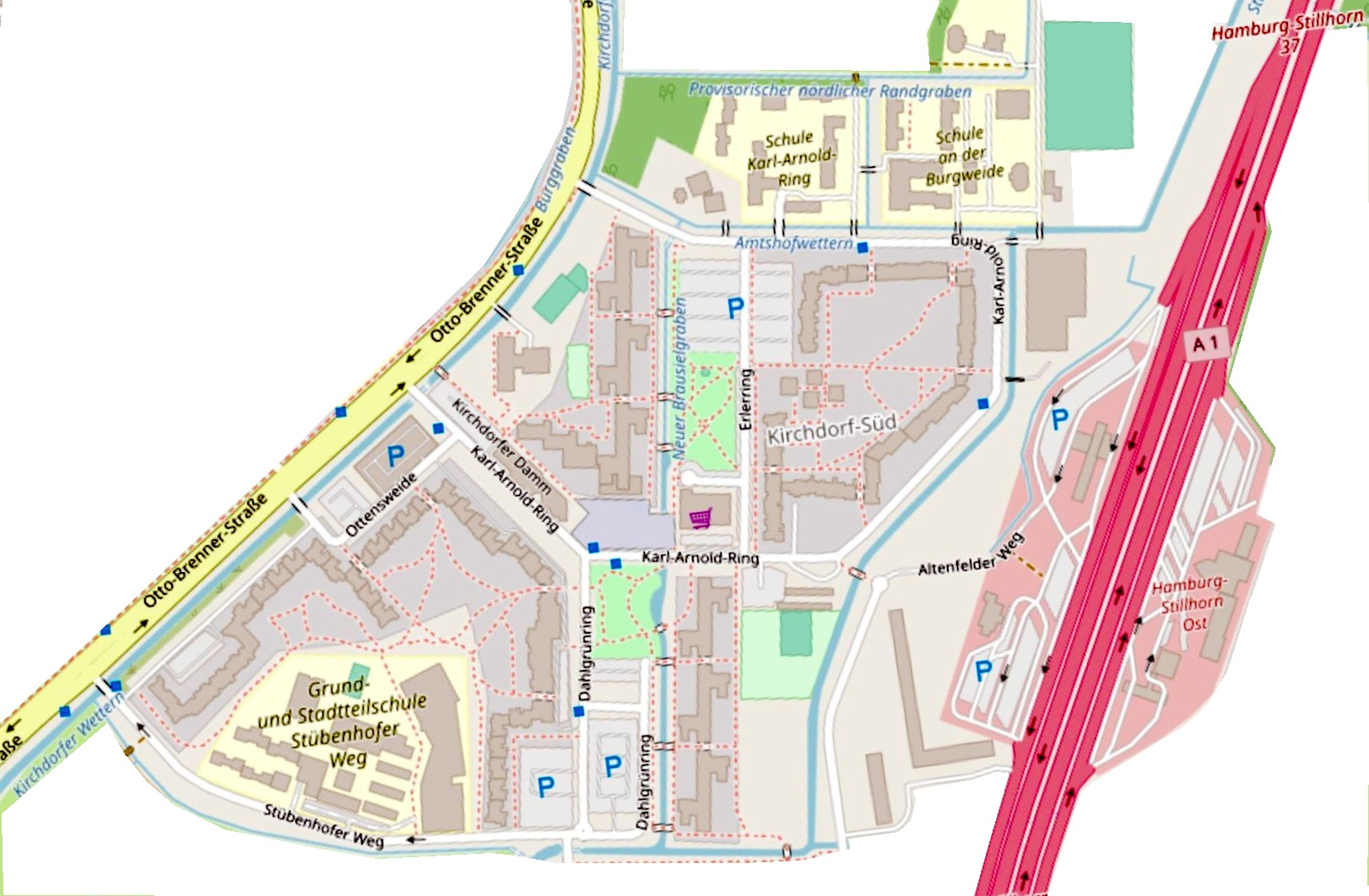
Karte von Kirchdorf-Süd (2022)

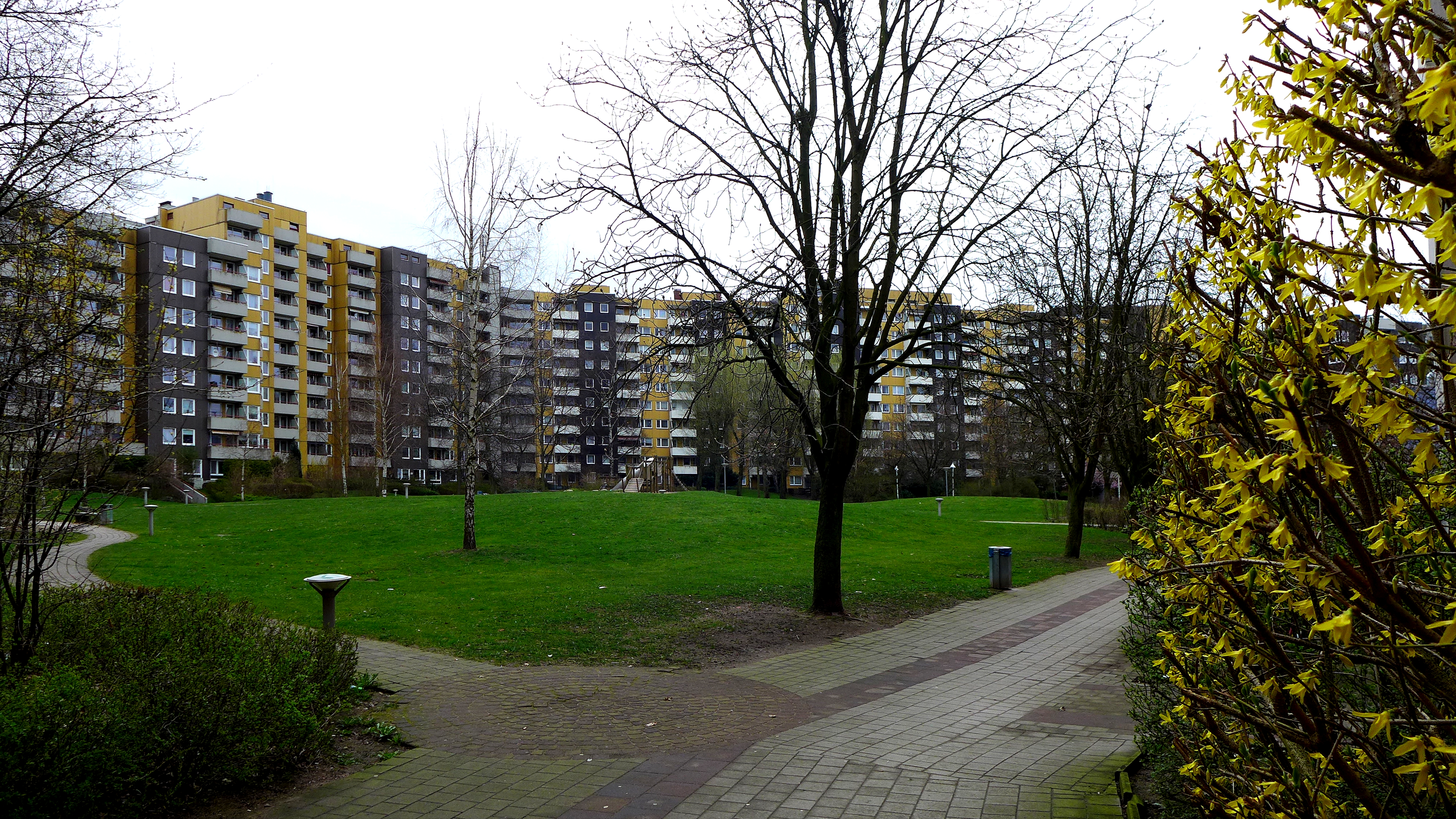
Wohnhäuser an der Ottensweide

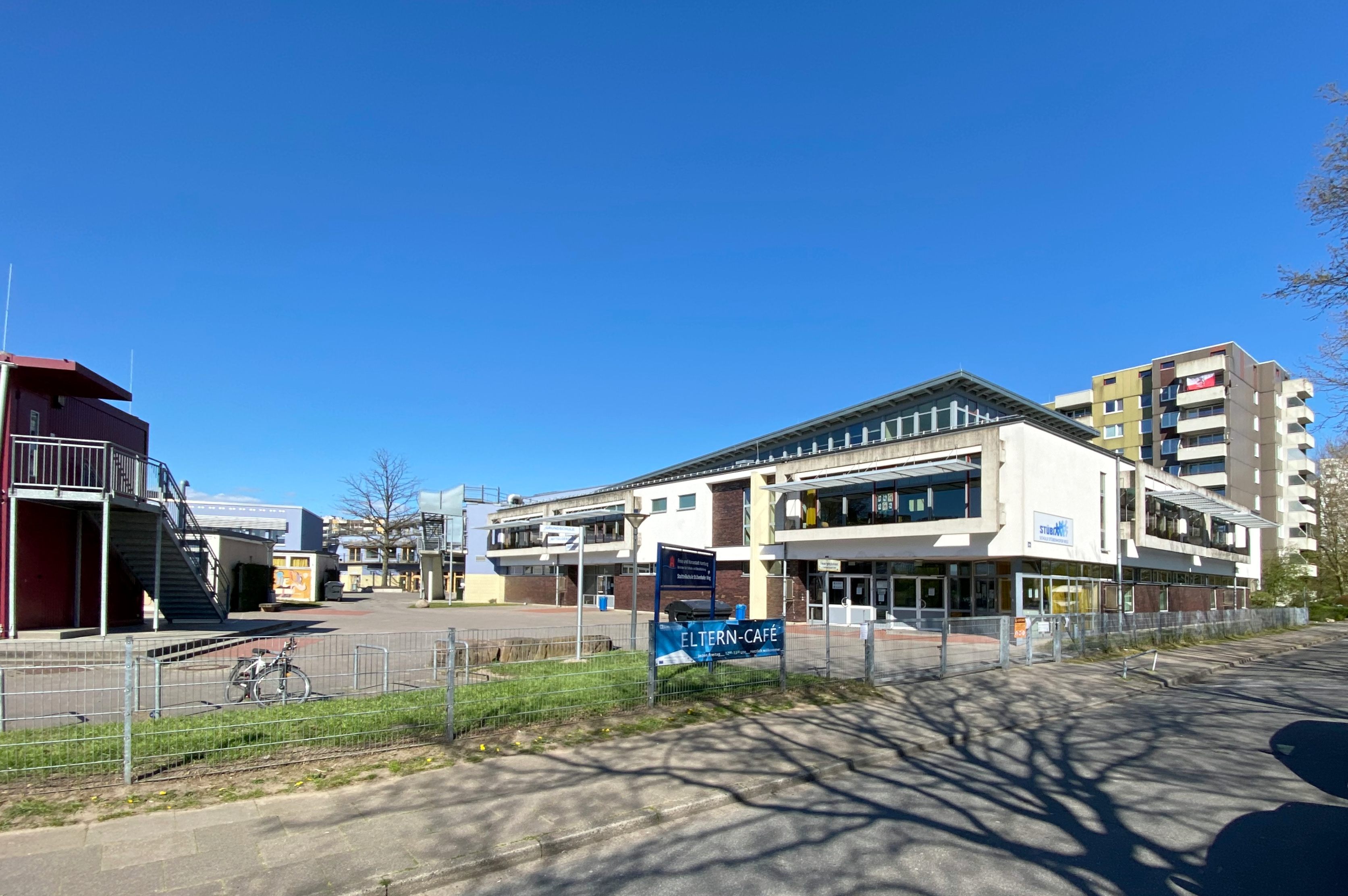
Schule Stübenhofer Weg

Kirchdorf-Süd ist eine Großwohnsiedlung im Süden des Hamburger Stadtteils Wilhelmsburg.

## Lage und Bebauung
Kirchdorf-Süd befindet sich zwischen der Otto-Brenner-Straße im Westen und der Autobahn (A1) im Osten, genau auf Höhe der Autobahnraststätte Hamburg-Stillhorn. Südlich begrenzt der Stübenhofer Weg die Siedlung, jenseits des Wegs beginnen Felder. Auf der Nordseite der Siedlung verläuft der Karl-Arnold-Ring mit Blockrandbebauung auf der einen und Schulgelände auf der anderen Straßenseite. Der Karl-Arnold-Ring dient auch – wie Dahlgrünring und Erlerring – der internen Erschließung des Wohngebiets.
Die Siedlung besteht aus vier Teilen. Zwei der Teile gehören zu einer 14-geschossigen Hochhaus-Scheibe, die in nord-südlicher Richtung verläuft und durch den Karl-Arnold-Ring geteilt wird. Südwestlich und nordöstlich davon befinden sich sechs- bis achtgeschossige Bauten, die um den jeweiligen Blockrand gelegt sind. Mehr als die Hälfte aller Wohnungen gehören der SAGA, der Rest weiteren fünf Wohnungsbauunternehmen.
Kirchdorf-Süd ist durch die Art der Bebauung wie auch sozialökonomische Daten ein von seiner Umgebung deutlich abgegrenztes Quartier, das als eigenes statistisches Gebiet (Nr. 16023) geführt wird. Kirchdorf-Süd hat eine Fläche von 0,36 km². Darauf lebten 6.238 Einwohner (Stand 2015), was einer Bevölkerungsdichte von 17.224 Einwohnern/km² entspricht.

## Geschichte
Kirchdorf-Süd entstand in den Jahren von 1974 bis 1976, ähnlich wie die nach Entstehungszeit, Konzeption und Bauweise vergleichbaren Hamburger Großsiedlungen Steilshoop, Mümmelmannsberg und Osdorfer Born. Mit diesen Großsiedlungen wollten Stadtplaner das Konzept „Urbanität durch Dichte“ in die Randbezirke bringen. Die dabei beabsichtigte soziale Durchmischung stellte sich jedoch nicht ein. Schon bald wurden diese Siedlungen zu sozialen Brennpunkten.
Auch in Kirchdorf-Süd war der Anteil von Menschen ohne Arbeit, ohne höhere Schulabschlüsse und ohne Kenntnis der deutschen Sprache bald höher als im Hamburger Durchschnitt. Die Stadt Hamburg investierte in kulturelle Einrichtungen wie ein Kinderbauernhof, Bauspielplatz, Freizeithaus, Jugendzentrum und die Elternschule, um die Lebensverhältnisse zu verbessern. Grünanlagen und Spielplätze entstanden, um das Leben dort lebenswerter zu machen. Es wurde auf die Fehlbelegungsabgabe verzichtet, um auch Besserverdienende anzulocken und den Stadtteil nicht weiter verarmen zu lassen.
In Kirchdorf-Süd gibt es zwei Grundschulen (Grundschulabteilung der Schule Stübenhofer Weg und Schule An der Burgweide) sowie eine Stadtteilschule (Schule Stübenhofer Weg). Die Förderschule am Karl-Arnold-Ring wurde geschlossen. Im Rahmen der IBA Hamburg (“Sprung über die Elbe”) wurden von 2009 bis 2011 die meisten Schulbauten am Stübenhofer Weg abgerissen und durch Neubauten ersetzt. Übriggebliebene Bestandsbauten wurden modernisiert und durch Anbauten ergänzt. In weiteren drei Bauabschnitten werden seit 2018 die Grundschulabteilung, eine Sporthalle und ein neues Werkstattgebäude errichtet.
2015 lebten in Kirchdorf-Süd gut 6.200 Menschen in 2.454 Haushalten.